# Лёгкая атлетика на летней Спартакиаде народов СССР 1991
Соревнования по лёгкой атлетике на X летней Спартакиаде народов СССР проходили с 10 по 13 июля 1991 года в Киеве на Республиканском стадионе. Состязания одновременно имели статус чемпионата СССР по лёгкой атлетике. На протяжении четырёх дней были разыграны 42 комплекта медалей. Победители чемпионата и Спартакиады народов СССР в марафонском беге определились ранее, 21 апреля, в украинском городе Белая Церковь.
Соревнования прошли на низком организационном уровне и почти при полном отсутствии зрительского интереса. На Спартакиаду не приехали почти все сильнейшие многоборцы, а также рекордсмен мира в прыжке с шестом Сергей Бубка. На легкоатлетическом турнире Спартакиады впервые отсутствовал командный зачёт среди союзных республик, спортсмены боролись только за личные награды и попадание в сборную страны на чемпионат мира в Токио.
Одним из лучших выступлений чемпионата стала победа Людмилы Нарожиленко в беге на 100 метров с барьерами с новым рекордом СССР — 12,28. Предыдущее достижение Веры Комисовой она улучшила на 0,11 секунды. Серебряный призёр Наталья Григорьева также показала лучший результат в карьере, повторив прежний рекорд страны — 12,39.
Чемпион мира среди юниоров — 1990 Александр Горемыкин впервые стал сильнейшим в стране на дистанции 200 метров. 20-летний спринтер выиграл финал за явным преимуществом с результатом 20,65.
Несмотря на отсутствие Сергея Бубки, высокие результаты были показаны в прыжке с шестом. Так, Игорь Потапович не попал в число призёров с успешной попыткой на 5,80 м. Победу здесь одержал Радион Гатауллин — 5,90 м.
В мужском тройном прыжке сразу восемь финалистов преодолели 17-метровый рубеж, а все три призёра улетели за 17,50 м. Лучшим в этом секторе с попыткой на 17,59 м стал чемпион Европы 1990 года Леонид Волошин. Серебряный призёр Олег Денищик улучшил личный рекорд на 86 см, с 16,67 м до 17,53 м.
Елена Синчукова четыре раза по ходу соревнований прыгнула в длину за 7 метров и стала чемпионкой с результатом 7,16 м. Всего 6 сантиметров ей уступила Лариса Бережная.
Высокая плотность результатов была показана в женском беге на 400 метров с барьерами: первое место от восьмого отделили всего 1,09 секунды. Чемпионкой стала 20-летняя Анна Чуприна, впервые в карьере.
Андрей Судник в пятый раз подряд стал летним чемпионом СССР в беге на 800 метров. Михаил Дасько, как и годом ранее, оформил победный дубль на стайерских дистанциях 5000 и 10 000 метров.
В течение 1991 года в различных городах были проведены также чемпионаты СССР в отдельных дисциплинах лёгкой атлетики:
- 16—17 февраля — зимний чемпионат СССР по спортивной ходьбе (Сочи)
- 23—24 февраля — зимний чемпионат СССР по метаниям (Адлер)
- 24 февраля — чемпионат СССР по кроссу (Кисловодск)

Этот чемпионат СССР по лёгкой атлетике стал последним в истории. В декабре 1991 года Советский Союз распался, а с 1992 года независимые республики стали проводить собственные национальные первенства. Отбор в объединённую команду на Олимпийские игры 1992 года проходил на чемпионате СНГ.

## Призёры

### Мужчины
| Дисциплина                          | Золото                                                                                          | Золото             | Серебро                                                                        | Серебро            | Бронза                                                                                   | Бронза             |
| ----------------------------------- | ----------------------------------------------------------------------------------------------- | ------------------ | ------------------------------------------------------------------------------ | ------------------ | ---------------------------------------------------------------------------------------- | ------------------ |
| 100 м (ветер: +0,8 м/с)             | Виталий Савин Казахская ССР Алма-Ата                                                            | 10,30              | Юрий Язынин Казахская ССР Алма-Ата                                             | 10,33              | Олег Крамаренко Украинская ССР Запорожье                                                 | 10,36              |
| 200 м (ветер: +0,9 м/с)             | Александр Горемыкин РСФСР Калининград                                                           | 20,65              | Дмитрий Бартенев Москва                                                        | 21,01              | Михаил Вдовин РСФСР Пенза                                                                | 21,18              |
| 400 м                               | Дмитрий Клигер Ленинград                                                                        | 45,97              | Вячеслав Кочерягин Латвийская Республика Даугавпилс                            | 46,10              | Дмитрий Головастов Москва                                                                | 46,73              |
| 800 м                               | Андрей Судник Белорусская ССР Минск                                                             | 1.45,97            | Валерий Стародубцев РСФСР Иркутск                                              | 1.46,10            | Анатолий Макаревич Белорусская ССР Минск                                                 | 1.46,44            |
| 1500 м                              | Сергей Мельников РСФСР Рыбинск                                                                  | 3.40,53            | Азат Ракипов Белорусская ССР Минск                                             | 3.40,75            | Андрей Черноколпаков Украинская ССР Киев                                                 | 3.40,87            |
| 5000 м                              | Михаил Дасько Ленинград                                                                         | 13.38,29           | Фарид Хайруллин Москва                                                         | 13.45,46           | Олег Сыроежко Украинская ССР Винница                                                     | 13.46,28           |
| 10 000 м                            | Михаил Дасько Ленинград                                                                         | 28.43,04           | Сергей Соков Белорусская ССР Минск                                             | 28.48,41           | Игорь Сидоренко Украинская ССР Харьков                                                   | 28.59,48           |
| 3000 м с препятствиями              | Иван Коновалов РСФСР Иркутск                                                                    | 8.31,07            | Владимир Голяс РСФСР Пенза                                                     | 8.33,06            | Игорь Конышев Ленинград                                                                  | 8.33,79            |
| 110 м с барьерами (ветер: +0,4 м/с) | Владимир Шишкин РСФСР Нижний Новгород                                                           | 13,55              | Геннадий Дакшевич Украинская ССР Харьков                                       | 13,57              | Сергей Усов Узбекская ССР Ташкент                                                        | 13,60              |
| 400 м с барьерами                   | Владимир Будько Белорусская ССР Витебск                                                         | 49,65              | Николай Ильченко Таджикская ССР Душанбе                                        | 49,82              | Олег Твердохлеб Украинская ССР Днепропетровск                                            | 49,84              |
| Прыжок в высоту                     | Игорь Паклин Киргизская ССР Бишкек                                                              | 2,32 м             | Сергей Дымченко Украинская ССР Киев                                            | 2,32 м             | Рудольф Поварницын Украинская ССР Киев                                                   | 2,29 м             |
| Прыжок с шестом                     | Радион Гатауллин Узбекская ССР Ташкент                                                          | 5,90 м             | Максим Тарасов РСФСР Ярославль                                                 | 5,85 м             | Григорий Егоров Казахская ССР Алма-Ата                                                   | 5,85 м             |
| Прыжок в длину                      | Дмитрий Багрянов Москва                                                                         | 8,07 м             | Владимир Очкань Украинская ССР Полтава                                         | 8,03 м             | Роберт Эммиян Армянская ССР Кумайри                                                      | 8,00 м             |
| Тройной прыжок                      | Леонид Волошин РСФСР Краснодар                                                                  | 17,59 м (−0,5 м/с) | Олег Денищик Белорусская ССР Брест                                             | 17,53 м (+1,9 м/с) | Василий Соков Таджикская ССР Душанбе                                                     | 17,52 м (+1,8 м/с) |
| Толкание ядра                       | Александр Клименко Украинская ССР Киев                                                          | 20,14 м            | Сергей Смирнов Ленинград                                                       | 19,95 м            | Сергей Николаев Ленинград                                                                | 19,87 м            |
| Метание диска                       | Дмитрий Шевченко РСФСР Краснодар                                                                | 62,44 м            | Сергей Ляхов Москва                                                            | 62,28 м            | Виктор Баразновский Белорусская ССР Минск                                                | 61,90 м            |
| Метание молота                      | Андрей Абдувалиев Таджикская ССР Душанбе                                                        | 82,80 м            | Игорь Астапкович Белорусская ССР Гродно                                        | 81,78 м            | Игорь Никулин Ленинград                                                                  | 80,62 м            |
| Метание копья                       | Владимир Сасимович Белорусская ССР Минск                                                        | 84,46 м            | Дмитрий Полюнин Узбекская ССР Ташкент                                          | 83,16 м            | Владимир Овчинников РСФСР Волгоград                                                      | 81,26 м            |
| Десятиборье                         | Виктор Радченко Украинская ССР Львов                                                            | 8015 очков         | Сергей Терземан Белорусская ССР Минск                                          | 7804 очка          | Андрей Чернявский РСФСР Новосибирск                                                      | 7721 очко          |
| Ходьба на 20 км                     | Евгений Мисюля Белорусская ССР Минск                                                            | 1:19.13            | Артур Шумак Белорусская ССР Минск                                              | 1:20.10            | Владимир Дручик Украинская ССР Луцк                                                      | 1:20.48            |
| Ходьба на 50 км                     | Виталий Попович Украинская ССР Бровары                                                          | 3:44.01            | Андрей Плотников РСФСР Владимир                                                | 3:48.43            | Валерий Спицын Челябинск                                                                 | 3:50.18            |
| Эстафета 4×100 м                    | Белорусская ССР · Андрей Черкашин · Леонид Сафронников · Александр Старовойтов · Александр Кныш | 39,44              | РСФСР · Борис Жгир · Алексей Подшибякин · Михаил Вдовин · Павел Галкин         | 39,47              | Украинская ССР · Александр Надуда · Олег Крамаренко · Дмитрий Ваняикин · Игорь Стрельцов | 39,61              |
| Эстафета 4×400 м                    | Москва Андрей Платонов Максим Куприянов Владимир Попов Дмитрий Головастов                       | 3.06,00            | РСФСР · Александр Беликов · Валерий Белов · Пётр Ханьжин · Валерий Стародубцев | 3.07,12            | Ленинград Дмитрий Ребенко Александр Багаев Роман Рославцев Александр Минаков             | 3.08,12            |

### Женщины
| Дисциплина                          | Золото                                                                              | Золото             | Серебро                                                                                  | Серебро            | Бронза                                                                      | Бронза             |
| ----------------------------------- | ----------------------------------------------------------------------------------- | ------------------ | ---------------------------------------------------------------------------------------- | ------------------ | --------------------------------------------------------------------------- | ------------------ |
| 100 м (ветер: +1,0 м/с)             | Галина Мальчугина РСФСР Брянск                                                      | 11,20              | Ирина Слюсарь Украинская ССР Днепропетровск                                              | 11,26              | Наталья Ковтун РСФСР Тула                                                   | 11,32              |
| 200 м (ветер: +4,2 м/с)             | Елена Виноградова РСФСР Московская область                                          | 22,71              | Татьяна Алексеева РСФСР Новосибирск                                                      | 22,71              | Марина Транденкова Ленинград                                                | 23,19              |
| 400 м                               | Ольга Брызгина Украинская ССР Луганск                                               | 51,11              | Ольга Назарова Москва                                                                    | 51,50              | Людмила Джигалова Украинская ССР Харьков                                    | 51,50              |
| 800 м                               | Светлана Мастеркова Москва                                                          | 1.57,23            | Лилия Нурутдинова РСФСР Набережные Челны                                                 | 1.58,27            | Инна Евсеева Украинская ССР Житомир                                         | 1.58,30            |
| 1500 м                              | Татьяна Доровских Украинская ССР Запорожье                                          | 4.05,60            | Равиля Котович Белорусская ССР Минск                                                     | 4.06,34            | Оксана Мерникова Белорусская ССР Гродно                                     | 4.06,40            |
| 3000 м                              | Людмила Борисова Ленинград                                                          | 8.57,87            | Татьяна Доровских Украинская ССР Запорожье                                               | 8.58,24            | Татьяна Позднякова Украинская ССР Винница                                   | 8.59,30            |
| 10 000 м                            | Татьяна Позднякова Украинская ССР Винница                                           | 33.07,62           | Марина Родченкова Москва                                                                 | 33.09,54           | Людмила Матвеева РСФСР Уфа                                                  | 33.09,74           |
| 100 м с барьерами (ветер: +1,8 м/с) | Людмила Нарожиленко РСФСР Краснодар                                                 | 12,28              | Наталья Григорьева Украинская ССР Харьков                                                | 12,39              | Надежда Бодрова Украинская ССР Харьков                                      | 12,81              |
| 400 м с барьерами                   | Анна Чуприна Москва                                                                 | 55,12              | Наталья Игнатюк Белорусская ССР Минск                                                    | 55,28              | Вера Ордина Ленинград                                                       | 55,31              |
| Прыжок в высоту                     | Елена Родина Москва                                                                 | 1,96 м             | Тамара Быкова Москва                                                                     | 1,94 м             | Ольга Большова Молдавия Кишинёв                                             | 1,92 м             |
| Прыжок в длину                      | Елена Синчукова Москва                                                              | 7,16 м (+1,3 м/с)  | Лариса Бережная Украинская ССР Киев                                                      | 7,10 м (+0,3 м/с)  | Елена Хлопотнова Украинская ССР Харьков                                     | 6,88 м (+3,1 м/с)  |
| Тройной прыжок                      | Инесса Кравец Украинская ССР Киев                                                   | 14,40 м (+0,4 м/с) | Елена Семираз Украинская ССР Тернополь                                                   | 14,35 м (+0,5 м/с) | Инна Ласовская Москва                                                       | 14,05 м (+0,9 м/с) |
| Толкание ядра                       | Светлана Кривелёва Москва                                                           | 20,36 м            | Марина Антонюк РСФСР Пермь                                                               | 18,89 м            | Валентина Федюшина Украинская ССР Симферополь                               | 18,89 м            |
| Метание диска                       | Лариса Михальченко Украинская ССР Харьков                                           | 65,30 м            | Ирина Ятченко Белорусская ССР Гродно                                                     | 64,60 м            | Эллина Зверева Белорусская ССР Минск                                        | 63,80 м            |
| Метание копья                       | Наталья Шиколенко Белорусская ССР Минск                                             | 66,52 м            | Наталья Черниенко Украинская ССР Харьков                                                 | 64,64 м            | Ирина Костюченкова Украинская ССР Харьков                                   | 64,42 м            |
| Семиборье                           | Виктория Бабий Украинская ССР Запорожье                                             | 6174 очка          | Марина Щербина Украинская ССР Киевская область                                           | 6116 очков         | Светлана Бурага Белорусская ССР Минск                                       | 6104 очка          |
| Ходьба на 10 км                     | Алина Иванова РСФСР Чебоксары                                                       | 42.50              | Елена Николаева РСФСР Чебоксары                                                          | 43.25              | Тамара Коваленко РСФСР Ярославль                                            | 43.54              |
| Эстафета 4×100 м                    | РСФСР · Надежда Рощупкина · Галина Мальчугина · Марина Жирова · Наталья Ковтун      | 43,30              | Украинская ССР · Жанна Тарнопольская · Елена Насонкина · Ирина Слюсарь · Анжелика Шевчук | 43,81              | Казахская ССР · Ольга Кваст · Ирина Чернова · Елена Горбенко · Ольга Дудник | 44,85              |
| Эстафета 4×400 м                    | Украинская ССР · Аэлита Юрченко · Инна Евсеева · Людмила Джигалова · Ольга Брызгина | 3.24,65            | РСФСР · Галина Москвина · Лилия Нурутдинова · Елена Рузина · Татьяна Алексеева           | 3.25,14            | Москва Марина Хрипанкова Елена Дидиленко Елена Голешева Ольга Назарова      | 3.28,41            |

## Чемпионат СССР по марафону в программе Спартакиады
Чемпионы Спартакиады народов СССР по марафонскому бегу определились в рамках чемпионата страны, который состоялся 21 апреля в городе Белая Церковь, Украинская ССР. Соревнования прошли на высоком организационном уровне при участии большого количества спонсоров. Неожиданную победу в мужском забеге одержал малоизвестный легкоатлет из Одессы Владимир Буханов, до старта имевший звание кандидата в мастера спорта. Однако ему досталось только золото чемпионата СССР, а пьедестал Спартакиады составили Александр Вычужанин (финишировал 3-м), Сергей Климаков (4) и Виктор Выхристенко (5). Такая ситуация сложилась из-за регламента Спартакиады народов СССР в марафоне, согласно которому в состав команд республик можно было включать только трёх человек. Среди женщин подобной проблемы не возникло: призовые тройки двух турниров совпали, а первое место ожидаемо заняла Мадина Биктагирова, возглавившая забег с самого старта.

### Мужчины
| Дисциплина               | Золото                                 | Золото  | Серебро                             | Серебро | Бронза                                          | Бронза  |
| ------------------------ | -------------------------------------- | ------- | ----------------------------------- | ------- | ----------------------------------------------- | ------- |
| Чемпионат СССР           |                                        |         |                                     |         |                                                 |         |
| Марафон                  | Владимир Буханов Украинская ССР Одесса | 2:13.46 | Вадим Сидоров РСФСР Нижний Новгород | 2:13.49 | Александр Вычужанин РСФСР Воронеж               | 2:13.50 |
| Спартакиада народов СССР |                                        |         |                                     |         |                                                 |         |
| Марафон                  | Александр Вычужанин РСФСР Воронеж      | 2:13.50 | Сергей Климаков РСФСР Кемерово      | 2:13.52 | Виктор Выхристенко Украинская ССР Белая Церковь | 2:13.57 |

### Женщины
| Дисциплина | Золото                                   | Золото  | Серебро                                 | Серебро | Бронза                                | Бронза  |
| ---------- | ---------------------------------------- | ------- | --------------------------------------- | ------- | ------------------------------------- | ------- |
| Марафон    | Мадина Биктагирова Белорусская ССР Брест | 2:32.02 | Елена Семёнова Украинская ССР Запорожье | 2:33.13 | Ирина Пушко Белорусская ССР Солигорск | 2:33.44 |

## Зимний чемпионат СССР по спортивной ходьбе
Зимний чемпионат СССР по спортивной ходьбе прошёл 16—17 февраля в Сочи. Участники соревновались на трассе, проложенной по улице Чайковского. Алина Иванова всего одну секунду уступила собственному рекорду СССР (42.16) на дистанции 10 км, установленному в 1989 году.

### Мужчины
| Дисциплина      | Золото                                    | Золото  | Серебро                                | Серебро | Бронза                             | Бронза  |
| --------------- | ----------------------------------------- | ------- | -------------------------------------- | ------- | ---------------------------------- | ------- |
| Ходьба на 20 км | Александр Першин РСФСР Самара             | 1:18.58 | Франц Костюкевич Белорусская ССР Минск | 1:19.05 | Владимир Андреев РСФСР Чебоксары   | 1:19.17 |
| Ходьба на 30 км | Александр Поташёв Белорусская ССР Витебск | 2:05.15 | Валерий Спицын РСФСР Челябинск         | 2:05.17 | Анатолий Григорьев РСФСР Чебоксары | 2:06.25 |

### Женщины
| Дисциплина      | Золото                        | Золото | Серебро                     | Серебро | Бронза                           | Бронза |
| --------------- | ----------------------------- | ------ | --------------------------- | ------- | -------------------------------- | ------ |
| Ходьба на 10 км | Алина Иванова РСФСР Чебоксары | 42.17  | Елена Сайко РСФСР Челябинск | 42.29   | Ирина Страхова РСФСР Новосибирск | 42.44  |

## Зимний чемпионат СССР по метаниям
Зимний чемпионат СССР по метаниям прошёл 23—24 февраля в Адлере на стадионе «Трудовые резервы». По ходу соревнований в женском метании молота было дважды улучшено высшее мировое достижение. Сначала Лариса Штырогришная показала результат 63,08 м, а следом её рекорд побила Алла Фёдорова — 64,44 м.

### Мужчины
| Дисциплина     | Золото                                     | Золото  | Серебро                             | Серебро | Бронза                                | Бронза  |
| -------------- | ------------------------------------------ | ------- | ----------------------------------- | ------- | ------------------------------------- | ------- |
| Метание диска  | Владимир Зинченко Украинская ССР Запорожье | 64,64 м |                                     |         |                                       |         |
| Метание молота | Игорь Астапкович Белорусская ССР Гродно    | 80,78 м | Игорь Никулин Ленинград             | 79,14 м |                                       |         |
| Метание копья  | Юрий Рыбин РСФСР Липецк                    | 84,54 м | Виктор Зайцев Узбекская ССР Ташкент | 84,02 м | Андрей Мазниченко Украинская ССР Киев | 83,92 м |

### Женщины
| Дисциплина     | Золото                                  | Золото  | Серебро                                    | Серебро | Бронза | Бронза |
| -------------- | --------------------------------------- | ------- | ------------------------------------------ | ------- | ------ | ------ |
| Метание диска  |                                         |         |                                            |         |        |        |
| Метание молота | Алла Фёдорова Киргизская ССР Бишкек     | 64,44 м | Лариса Штырогришная Таджикская ССР Душанбе | 63,08 м |        |        |
| Метание копья  | Наталья Шиколенко Белорусская ССР Минск | 62,62 м |                                            |         |        |        |

## Чемпионат СССР по кроссу
Чемпионат СССР по кроссу 1991 года состоялся 24 февраля в Кисловодске, РСФСР.

### Мужчины
| Дисциплина  | Золото                           | Золото | Серебро                            | Серебро | Бронза                             | Бронза |
| ----------- | -------------------------------- | ------ | ---------------------------------- | ------- | ---------------------------------- | ------ |
| Кросс 12 км | Геннадий Темников РСФСР Улан-Удэ | 38.31  | Пётр Сарафинюк Украинская ССР Киев | 38.32   | Виктор Гураль Украинская ССР Львов | 38.40  |

### Женщины
| Дисциплина | Золото                             | Золото | Серебро                  | Серебро | Бронза                           | Бронза |
| ---------- | ---------------------------------- | ------ | ------------------------ | ------- | -------------------------------- | ------ |
| Кросс 5 км | Наталья Соломинская РСФСР Улан-Удэ | 17.11  | Марина Родченкова Москва | 17.13   | Надежда Татаренкова РСФСР Абакан | 17.16  |